# نه زندگی (فیلم ۲۰۰۵)
۹ زندگی (انگلیسی: Nine Lives) فیلمی در ژانر درام به کارگردانی رودریگو گارسیا است که در سال ۲۰۰۵ منتشر شد.

## بازیگران
- رابین رایت
- هالی هانتر
- آماندا سایفرد
- ایمی برنمن
- سیسی اسپیسک
- کتی بیکر
- گلن کلوز
- میگل ساندووال
- جیسون ایساکس
- سیدنی تمیا پوآتیه
- استیون دیلین
- مولی پارکر
- ایان مک‌شین
- مری کی پلیس
- ویلیام فیکنر
- آیدان کوئین
- جو مانتگنا
- داکوتا فانینگ
- لارنس پرسمن
- لیسا گی همیلتون